# 赖特银耳
赖特银耳（学名：Tremella wrightii）是属于银耳目银耳科银耳属的一种真菌，散生于阔叶林中的阔叶树朽木上。该种分布于中国、巴西、巴拿马、古巴、圭亚那、美国等地。